# Mäntysaari, Salo
Mäntysaari är en ö i Finland. Den ligger i Skärgårdshavet och i kommunen Salo i den ekonomiska regionen  Salo i landskapet Egentliga Finland, i den sydvästra delen av landet. Ön ligger omkring 42 kilometer öster om Åbo och omkring 110 kilometer väster om Helsingfors.
Öns area är 7,4 hektar och dess största längd är 410 meter i nord-sydlig riktning. Ön höjer sig omkring 45 meter över havsytan. I omgivningarna runt Mäntysaari växer i huvudsak barrskog.